# Hexatoma (Eriocera) ochripleuris
Hexatoma (Eriocera) ochripleuris is een tweevleugelige uit de familie steltmuggen (Limoniidae). De soort komt voor in het Oriëntaals gebied.